# Dorfschule Kröbeln

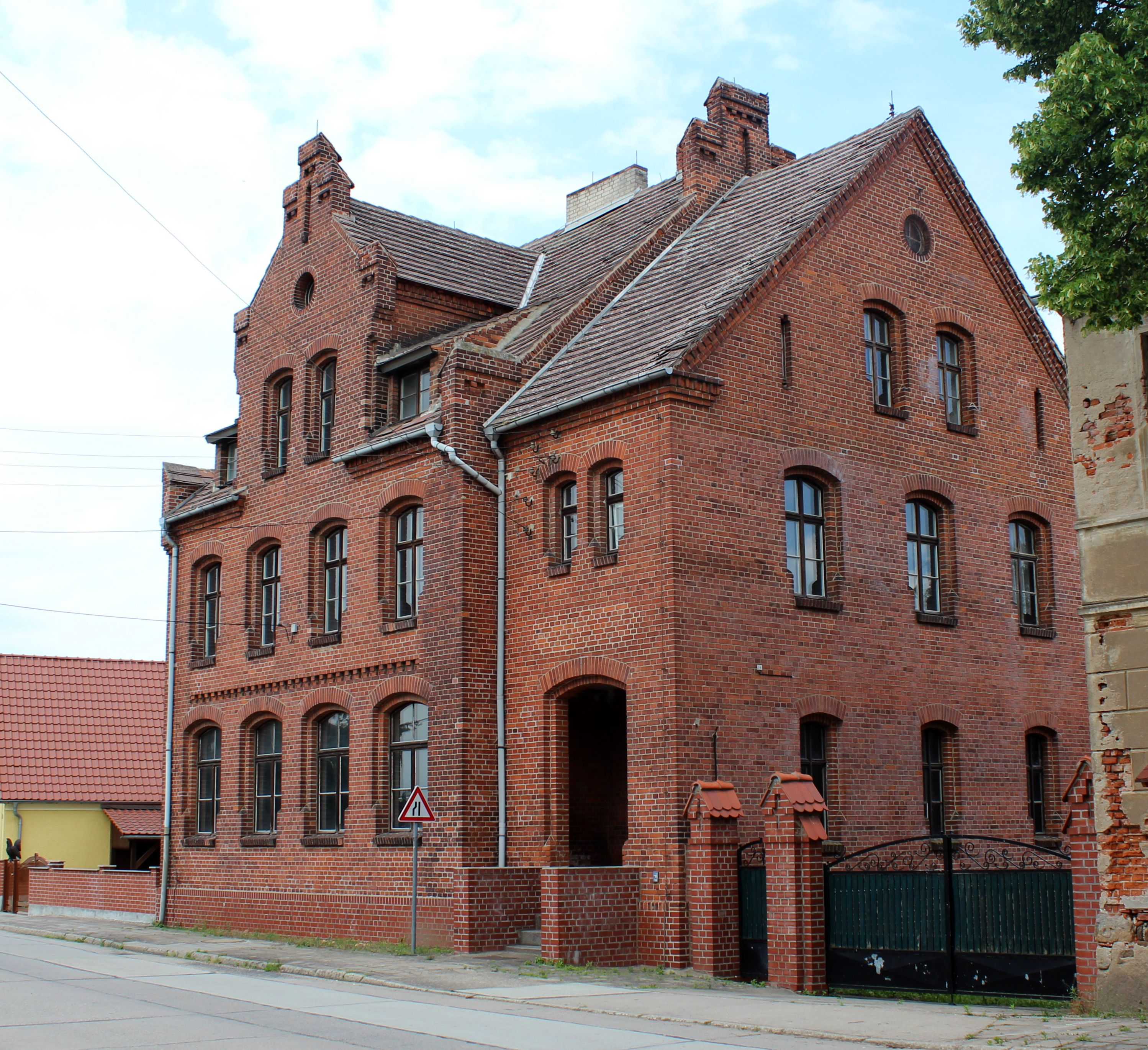
Ehemalige Schule Kröbeln

Die einstige Dorfschule Kröbeln ist ein historisches Schulgebäude im Ortsteil Kröbeln der Kurstadt Bad Liebenwerda im südbrandenburgischen Landkreis Elbe-Elster. Hier befindet es sich in unmittelbarer Nähe der örtlichen Dorfkirche. Das Bauwerk steht heute unter Denkmalschutz.

## Baubeschreibung
Bei der ehemaligen Schule in Kröbeln handelt es sich um einen im Jahre 1904 entstandenen zweigeschossigen Ziegelbau mit Satteldach. Er steht heute unter Denkmalschutz. Ebenso unter Denkmalschutz steht ein dazugehöriges eingeschossiges Nebengebäude, welches als Toiletten- und Wirtschaftshaus diente. Dieses wurde wie das Hauptgebäude als mit einem Satteldach versehener Ziegelbau errichtet.

## Geschichte

### Vorgängerbauten

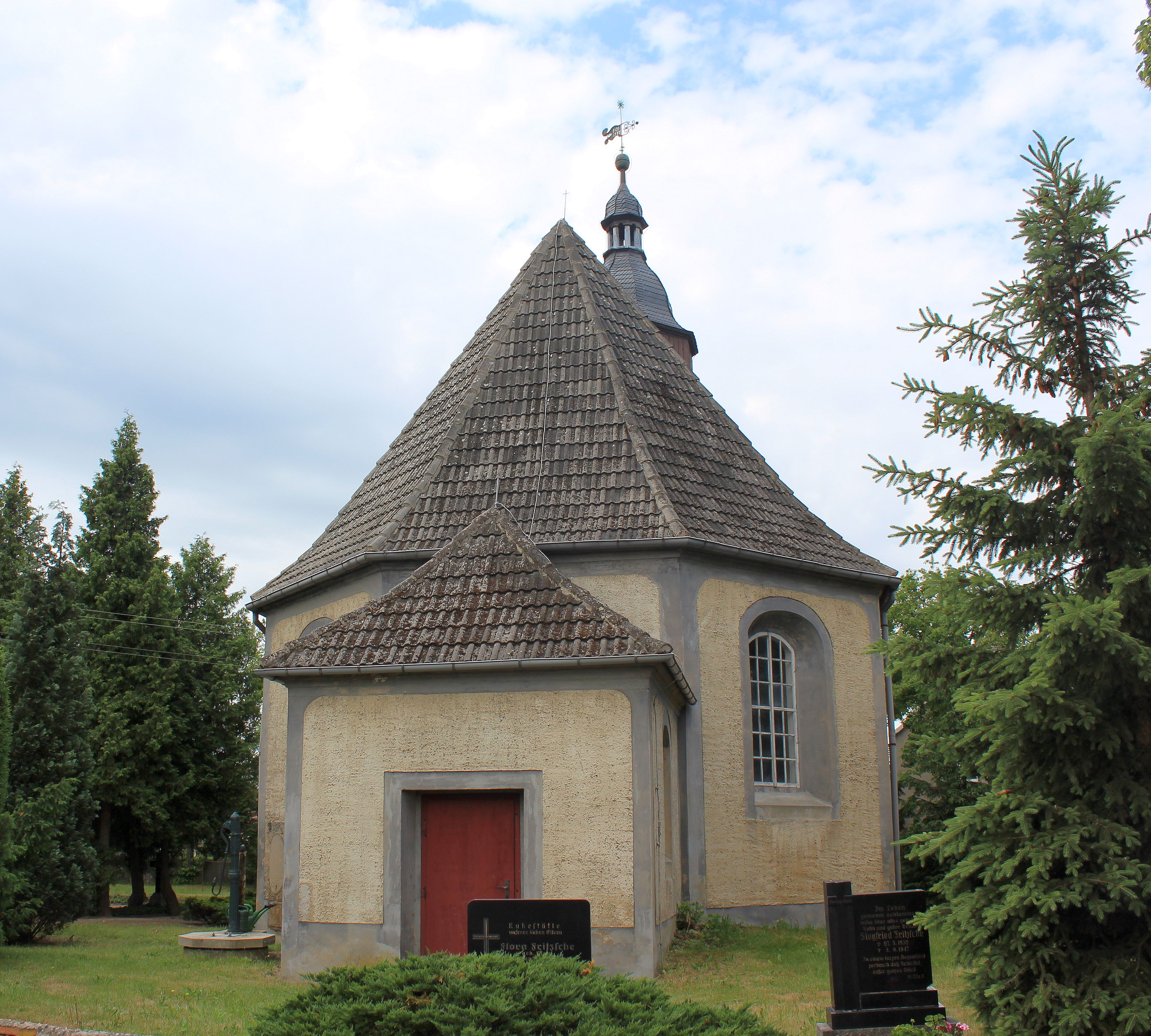
Dorfkirche Kröbeln

Der urkundlich erstmals im Jahre 1289 erwähnte Ort Kröbeln, der seit 1937 aus den einstigen selbständigen Gemeinden Kröbeln, Mühldorf und Grimmerdorf besteht, hat eine lange Schulgeschichte.
Als erster Schulmeister taucht in den Urkunden Andreas Jahn im Jahre 1605 als Schuldner der Kirchenkasse auf. Zuvor musste diese Aufgabe der örtliche Küster im Rahmen seines Amtes mit erfüllen, was sich allerdings auf das Abfragen des Katechismus vor oder nach den Gottesdiensten beschränkte. Das Schulhaus befand sich in unmittelbarer Nähe der Dorfkirche. Einer von Jahns Nachfolgern, der Schulmeister Hans Sucher, der das Amt im Jahre 1669 übernommen hatte, fiel im Jahre 1681 mitsamt dem Großteil seiner Familie einer Pestepidemie zum Opfer. Sucher folgte der Schulmeister Hans Lesche, dessen Nachkommen das Amt des Kröbelner Schulmeisters bis zum Jahre 1858 innehaben sollten.
Im Jahre 1840 wurde ein neuer Schulbau nötig, denn Mühldorf, das durch die bis 1815 bestehende Amtsgrenze in Nieska eingepfarrt war, gehörte nun zur Kirchgemeinde Kröbeln und die Kinder des Dorfes besuchten nun auch die dortige Schule. Der Neubau kostete 1.100 Taler. Aber schon im Jahre 1876 wurde auch diese Schule zu klein und sie musste erweitert werden.

### Neue Schule

Die Kröbelner Dorfschule kurz nach ihrer Eröffnung im Jahre 1907.

Der heute zu sehende Bau stammt aus dem Jahre 1904. Seiner Errichtung ging eine fast zehnjährige Vorgeschichte voraus. Bereits im April 1895 hatte die königliche Regierung in einer Verfügung den Bau einer neuen größeren Schule in Kröbeln angeregt. Der einzige Lehrer des Ortes hatte zu jener Zeit 133 Schüler zu betreuen. Zwei Jahre später beschloss man schließlich in Kröbeln den Bau einer neuen Schule. Erst sieben Jahre später war der Bau fertig gestellt. Soviel Zeit hatte man benötigt die nötigen Bauunterlagen zu bekommen und schlussendlich mit staatlicher Hilfe die Finanzierung des Projektes auf die Beine zu stellen.
Die Entwürfe für den Schulbau stammten von der Königlichen Kreisbauinspektion in Torgau. Den Bau selbst führte der Mühlberger Baumeister Alwin Muschter aus, der einige Jahre später auch die Falkenberger Jesus-Christus-Kirche entwarf. Die Kosten, welche zum Teil durch eine Darlehen finanziert wurden, beliefen sich letztlich insgesamt auf 20.032,31 Mark. Das Schulgebäude selbst hatte inklusive Nebengebäude 19.506,69 Mark gekostet. Für Inserate und Mietentschädigungen gab man 68,43 Mark aus und die Verzugszinsen hatten eine Höhe von 457,19 Mark. Das in Anspruch genommene Darlehen hatte eine Höhe von 7.800 Mark. Der staatliche Zuschuss betrug 3.800 Mark und der Patronatszuschuss hatte eine Höhe von 7.395,53 Mark. Der Abbruch des alten Schulhauses hatte 950,50 Mark gebracht und die Schulgemeinde selbst brachte 86,28 Mark auf.
Die Lehrerwohnungen befanden sich im ersten Stock sowie im Dachgeschoss. Zu diesen führte vom Hof aus ein separater Eingang. Der Haupteingang befand sich straßenseitig. Hierüber befand sich ursprünglich der heute verschwundene Spruch: Die Furcht des Herrn ist der Weisheit Anfang.
Die Einweihung des neuen Schulgebäudes fand am 20. November 1904 statt. Zur Feier des Tages erhielten alle Schulkinder als Erinnerung eine Kaffeetasse, die sie an diesen Tag erinnern sollte. Da der zweite Lehrer in Kröbeln erst zwei Jahre später am 1. Juli 1906 eingeführt werden konnte, wurden letztlich aber auch erst zu diesem Zeitpunkt die letzten Räume des neuen Schulhauses bezogen.

### Gegenwart
Die Kröbelner Schule wurde zu DDR-Zeiten geschlossen und die Kröbelner Kinder besuchten die Schule in Zobersdorf.
Nachdem auch diese Schule geschlossen wurde, werden seit 2006 die Kinder des Ortsteils in Bad Liebenwerda eingeschult.